# Паталаха, Владимир Иванович
Владимир Иванович Паталаха (25 июля 1918, Феодосия — 14 октября 2005, Керчь, АР Крым) — советский живописец, мастер пленэрного романтического пейзажа.

## Биография
Родился в 1918 году в Феодосии. Отец, Иван Леонидович Паталаха, портной, родом с Полтавщины. Мать, Анна Фёдоровна Каменева, домохозяйка, приехала в Крым из Донбасса. Владимир был первым ребёнком в семье. Позже родились сестра Тамара и младший брат Леонид. Двоюродный брат отца, Иван Кавалеридзе, известен как талантливый скульптор и выдающийся кинорежиссер. Виделся с ним художник только в раннем детстве.
Неудачно попытавшись получить высшее образование вернулся в Крым, 1941—1944 годы жил в оккупации.
Был призван 5 июня 1944 года. Участник Великой Отечественной войны. Служил в 304-м отдельном сапёрном батальоне Инженерного отдела Черноморского флота. Демобилизован 30 июля 1946 года.
В 1948 году поступил в Симферопольское музыкальное училище на вокальное отделение. Потерял голос из-за простуды. Ему предложили перейти на дирижёрское отделение, но он отказался.
В 1954 году окончил Симферопольское художественное училище имени Н. С. Самокиша. В 1958 году художник путешествует по Крыму, создает свои первые работы: «Море у Судака», «Утро в Голубой бухте», «Лаванда цветёт», «Вид у села Лучистое». В 1959 и 1960 годах Владимир Иванович совершает поездки на Волгу. Пишет пейзажи : «Волжский берег», «Баржи на Волге», «Весна на Суре» и многие другие. В волжских пейзажах художник запечатлел весеннее половодье, русские деревни, сельские храмы. Работал в технике «а-ля прима», требующей от художника большого мастерства. Все пейзажи Владимир Паталаха написал на пленэре.
В 1962 году проводилась оценка качества его живописи. В экспертизе принимали участие Народный художник СССР, действительный член Академии художеств Порфирий Крылов, член-корреспондент Академии художеств СССР, профессор Борис Яковлев, заслуженный деятель искусств РСФСР Николай Осенев. Было выдано письмо-заключение, в котором говорилось: «…познакомившись с работами Владимира Ивановича, мы убедились, что многие из них свидетельствуют о его несомненном таланте и профессиональном качестве. Его небольшие пейзажи проникнуты глубоким чувством, серьёзным и вдумчивым отношением к изображению родной природы. Художник хорошо чувствует цвет и обладает развитым вкусом.» Стиль его живописи сравнивали тогда с живописной манерой В. Д. Поленова. Приглашали переехать поближе к столице, чтобы иметь возможность впоследствии стать одним из лучших пейзажистов страны. Часть работ сразу приобрела Центральная закупочная комиссия при Худфонде СССР. Судьба их неизвестна.
Высокая оценка академиками его творчества ничего не изменила в его судьбе. В 1962 году мастер был вынужден покинуть родину, не найдя поддержки и понимания собратьев по кисти из Союза художников Крыма. Вместе с семьёй он переезжает в Киргизию, в город Ош. Здесь он создает цикл работ, посвященных киргизским озерам, предгорьям Тянь-Шаня. До конца дней он оставался свободным художником. В Союз художников не вступал, считая, что подобные союзы пагубно влияют на судьбу творца. Художник часто сожалел, что поздно родился. «Родился бы я на сто лет раньше, примкнул бы к передвижникам. Не в своё время я живу», — говорил он..
Сохранил свои пейзажи с надеждой, что они выйдут из небытия, будут жить своей жизнью и найдут почитателей и ценителей. Сейчас уже ведётся работа по ознакомлению с творческим наследием живописца. Налаживаются связи с художественными музеями Украины и России.

## Работы находятся
- В Национальной картинной галерее имени И. К. Айвазовского в Феодосии.
- В Симферопольском художественном музее.
- В Алупкинском государственном дворцово-парковом музее-заповеднике.
- В Государственном культурном центре-музее В. С. Высоцкого; г. Москва.
- В Керченской картинной галерее.
- В Киевском национальном музее русского искусства.
- В Харьковском художественном музее.
- В Музее И. П. Кавалеридзе; г. Киев.

## Выставки
- Керчь, 1997 год. «Цветы Крыма».
- Симферополь, 1998 год. Художественный музей, персональная выставка К 80-летию художника.
- Керчь, 2008 год. «Мемориальная выставка к 90-летию со дня рождения живописца».
- Феодосия, 2010 год. Мемориальная ознакомительная выставка в галерее имени И. К. Айвазовского (на родине художника).
- Керчь, 2013 год. Выставка, посвященная 95-летию со дня рождения художника в мэрии города.
- Симферополь, 2018 год. Юбилейная выставка в Крымской республиканской универсальной научной библиотеке им. И. Я. Франко, посвященная 100-летию со дня рождения живописца[1].